# Lijst van kerkhistorische personen
Dit is een zeer incomplete lijst. Voor een vollediger overzicht, klik Categorie Historisch persoon in het christendom, onderaan de pagina

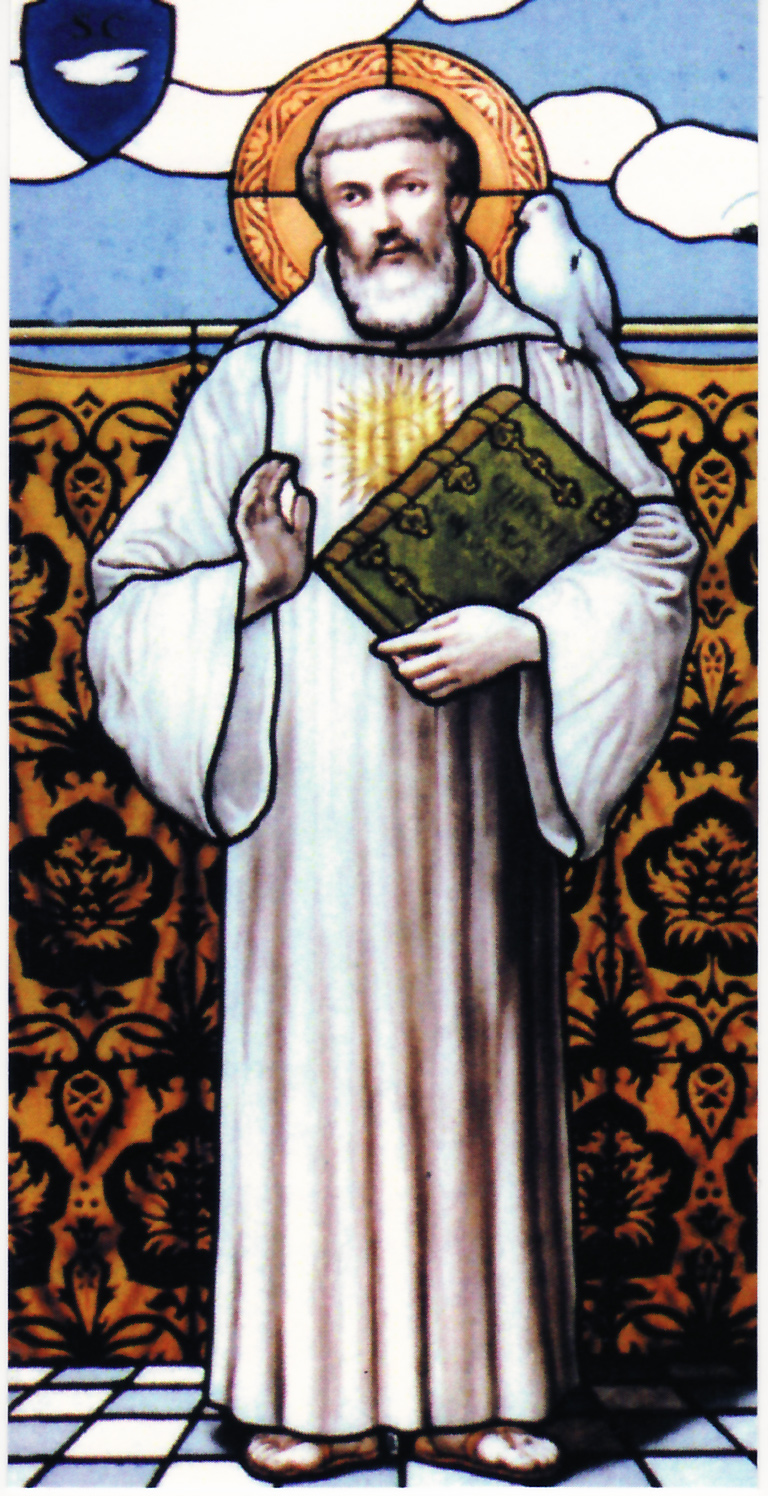
De Heilige Columbanus. Glas in lood, abdij van Bobbio.

- Polycarpus (ca. 69 - ca. 156), apostolische vader
- Tertullianus, kerkvader (160 - 220), droeg bij aan ontwikkeling Goddelijke Drie-Eenheid
- Sint-Helena (248 - 329), moeder Constantijn de Grote wiens bekering vaak aan Helena toegeschreven wordt
- Keizer Constantijn de Grote (272 - 337), diens Edict van Milaan maakte een einde aan de vervolging van christenen in het Romeinse rijk
- Athanasius (295 - 373), kerkvader, gezien als een van de belangrijkste kerkvaders van de Orthodoxe kerk
- Martinus van Tours (316 - 397), een van de grondleggers van het christendom in Gallië
- Gregorius van Nazianze (329 - 389), een van de grondleggers van de orthodoxe leer van de Heilige Drievuldigheid
- Ambrosius van Milaan (339-397), kerkvader en bestrijder van het arianisme
- Johannes Chrysostomus (ca. 345 - 407), kerkleraar en aartsbisschop van Constantinopel
- Keizer Theodosius I (346 - 395), maakte christendom tot staatsgodsdienst
- Aurelius Augustinus (354 - 430), auteur De civitate Dei en tevens gezien als een van de belangrijkste kerkvaders
- Theodosius II (401 - 450), keizer onder wie het nestorianisme verketterd werd
- Benedictus van Nursia (480 - 547), oprichter van de benedictijnen, diens regel legde de basis voor het christelijke monastieke leven
- Columbanus (ca. 540 - 615), Iers missionaris, stichter van de abdijen van Luxueil en Bobbio
- Benedictus van Aniane (745 - 821), invloedrijk hervormer van de orde der benedictijnen
- Bernardus van Clairvaux (1090 - 1153), invloedrijk mysticus en hervormer van de order der cisterciënzers
- Hildegard von Bingen (1098 - 1179), benedictijnse abdis, middels haar geschriften zeer invloedrijk over gans twaalfde-eeuws Europa

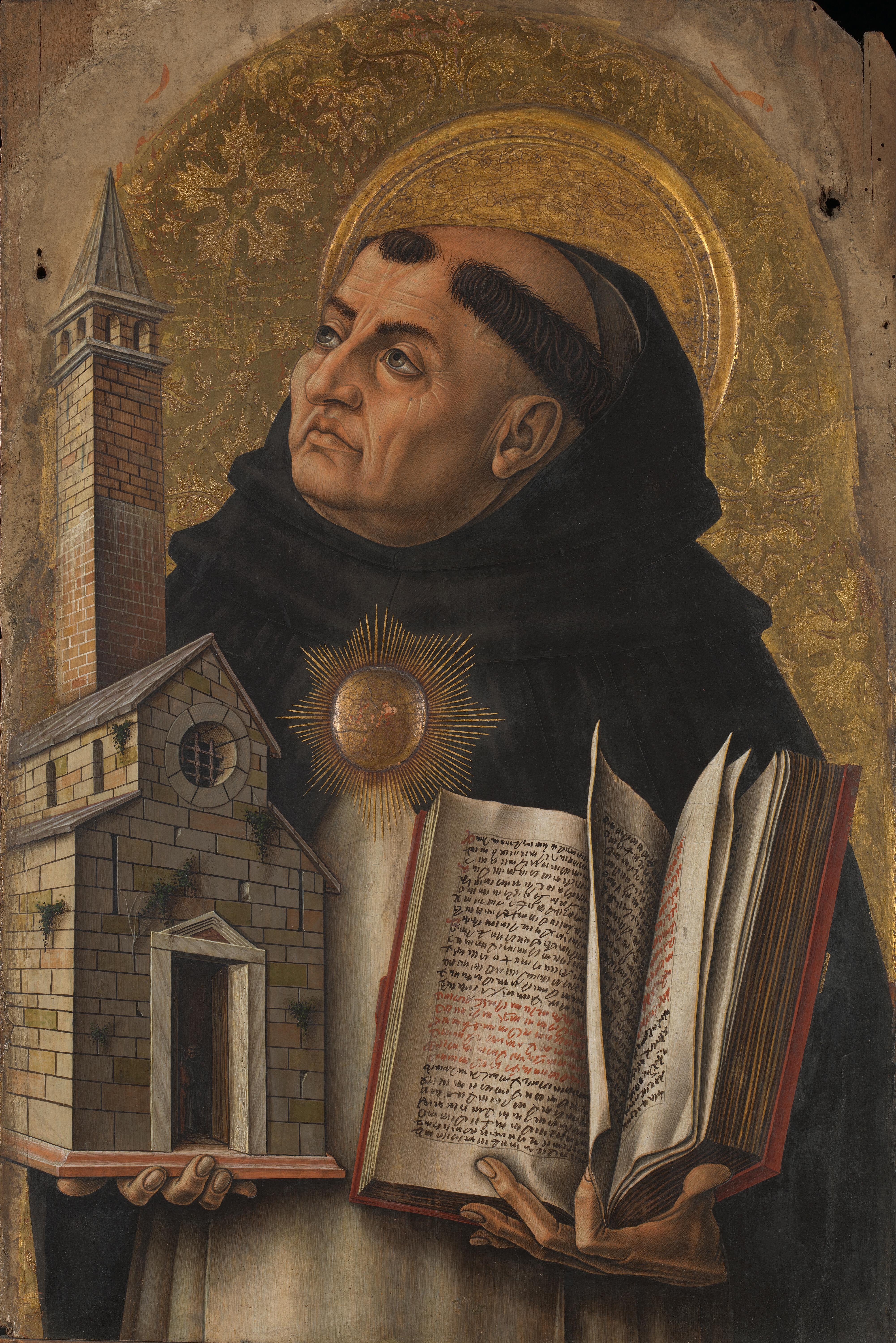
Thomas van Aquino, vaak gezien als de belangrijkste denker van het middeleeuwse christendom.

- Franciscus van Assisi (1181/'82 - 1226), hervormer en oprichter van de orde der franciscanen
- Roger Bacon (1214 - 1294), vroege grondlegger van het Engels empirisme
- Thomas van Aquino (1225 - 1274), scholasticus en auteur van de Summa theologiae, gezien als een van de belangrijkste middeleeuwse theologen
- John Wyclif (1330 - 1384), grondlegger van het lollardisme
- Catharina van Siena (1347 - 1380), mystica, samen met Theresia van Ávila verheven tot eerste vrouwelijke kerklerares
- Johannes Hus (ca. 1369/'70 - 1415), inspirator van de hussieten en daarmee voorbode van de protestantse Reformatie
- Girolamo Savonarola (1452 - 1498), radicaal-ascetische predikant en tijdelijk leider over de theocratische Florentijnse Republiek, vaak geciteerd als voorloper Reformatie
- Johannes Oecolampadius (1482 - 1531), voornaam theoloog tijdens de prille fasen van de protestantse Reformatie
- Maarten Luther (1483 - 1546), symbolische grondlegger van het protestantisme
- Huldrych Zwingli (1484 - 1531), een van de leiders tijdens de vroege Zwitserse Reformatie
- Koning Hendrik VIII (1491 - 1547), stichter Anglicaanse Kerk
- Martin Bucer (1491 - 1551), reformator van Straatsburg
- Menno Simons (1496 - 1561), een van de grondleggers van het anabaptisme
- Philipp Melanchthon (1497-1560), reformator, bekend als "opvoeder van Duitsland"

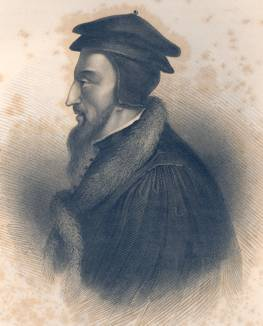
Johannes Calvijn, grondlegger van het calvinisme.

- Johannes Calvijn (1509 - 1564), zeer invloedrijk reformator en grondlegger van het gereformeerd protestantisme
- Michael Servet (1511 - 1553)
- Theresia van Ávila (1515 - 1582), Spaanse mystica en kerklerares
- Theodorus Beza (1519-1605), reformator, opvolger van Calvijn als rector van de Geneefse Academie
- Filips van Marnix van Sint-Aldegonde (1540-1598), theoloog, propagandist van het calvinisme in de Nederlanden
- Jacobus Arminius (1559 - 1609), theoloog, vertegenwoordiger remonstranten in dispuut met Gomarus
- Franciscus van Sales (1567 - 1622), kerkleraar, de nomine bisschop van calvinistisch Genève
- William Laud (1573 - 1645), aartsbisschop van Canterbury, fervent opponent van het puritanisme
- Vincent de Paul (1581-1660), heilige, richtte o.m. de Dochters van Liefde op
- Franciscus Gomarus (1563 - 1641), theoloog, vertegenwoordiger contraremonstranten in dispuut met Arminius
- James Ussher (1581 - 1656), berekende het moment van de schepping
- Cornelius Jansenius (1585 - 1638), grondlegger van het jansenisme
- Jan Amos Comenius (1592 - 1670), theoloog en pedagoog, voorvechter van een christelijke humanistische levenbeschouwing
- John Bunyan (1628 - 1688), puriteins predikant, auteur van het invloedrijke The Pilgrim's Progress
- Balthasar Bekker (1634 - 1698), cartesianistisch theoloog, auteur van het controversiële De betoverde wereld
- Hendrik de Cock (1801 - 1842)
- Joseph Smith (1805 - 1844), grondlegger van het mormonisme
- Don Bosco (1815 - 1888), heilige en oprichter van de naar Franciscus van Sales vernoemde order der salesianen, bekend om zijn inzet voor arme kinderen
- Abraham Kuyper (1837 - 1920)
- Herman Bavinck (1854 - 1921)
- Gerrit Hendrik Kersten (1882 - 1948), grondlegger Gereformeerde Gemeenten
- Albert Schweitzer (1885 - 1965)
- Karl Barth (1886 - 1968)
- Klaas Schilder (1890 - 1952)
- Jan Buskes (1899 - 1980)